# بریک سلامی
بریک سلامی (به انگلیسی: Berrick Salome) یک روستا و محله مدنی در بریتانیا است که در آکسفوردشر جنوبی واقع شده‌است. بریک سلامی ۲٫۹۵ کیلومتر مربع مساحت و ۳۲۶ نفر جمعیت دارد.